# The Illinois
Mile High Illinois, Illinois Sky-City sau, mai simplu, The Illinois, este numele proiectului unei clădiri, încadrată în categoria super-structurilor, a arhitectului american Frank Lloyd Wright, care nu a fost însă niciodată realizată. 
În 1956, Frank Lloyd Wright a făcut public un proiect de-al său, care ar fi urmat să devină cea mai înaltă structură din lume, având o înălțime de circa o milă, adică 1.609 m.  Designul clădirii, care ar fi urmat să fie construită în Chicago, Illinois, ar fi avut 528 de etaje, acoperind o suprafață totală de circa 1,71 milioane m² sau 171 de hectare.  Deși nu a fost niciodată construit, ar fi fost, de departe, cea mai înaltă structură și clădire din lume. 
Proiectul lui Wright este, fără îndoială, unul dintre cele mai faimoase de exemple de clădiri vizionare menite să fie o alternativă la aglomerarea urbană din marile orașe. Motivul esențial al neconsiderării nici unuia din acest tip de proiecte până relativ recent este că aceste super-structuri, dincolo de dificultățile tehnice inerente, care sunt surmontabile, nu au fost considerate viabile financiar.

## Problemele tehnologice ridicate
Wright credea că ar fi putut fi posibil tehnic să se construiască o astfel de clădire chiar în perioada când fusese propusă.  La vremea respectivă, cel mai înalt zgârienori din lume era Empire State Building din New York City, deși era ca înălțime mai puțin de un sfert din ceea ce propusese FLW.  Probabil, ar fi fost posibil să se construiască o astfel de clădire atunci, deși ar fi existat o serie de probleme care trebuiesc menționate. 
1. ↑  archINFORM, accesat în 31 iulie 2018
2. ↑  archINFORM, accesat în 30 iulie 2018